# Premios AACTA
Los Premios de la Academia Australiana de Cine y Televisión, también conocidos como los Premios AACTA (por sus siglas en inglés), son una gala de Premios anuales donde se reconoce la excelencia profesional en la industria fílmica y televisiva, incluidos productores, directores, actores, escritores y cinematógrafos. Es la ceremonia más prestigiosa de la industria fílmica y televisiva australiana, considerados como la contraparte australiana de los Premios Óscar estadounidenses o los Premios de la Academia Británica.
Antes conocidos como los Premios del Instituto de Cine Australiano o Premios AFI (por sus siglas en inglés), iniciaron en el año 1958, con 30 nominados en seis categorías. En el año 1986, incluyeron los Premios a la industria televisiva.
En el año 2011, los Premios AFI se convirtieron en los Premios AACTA.La gala se realiza cada año en la Ópera de Sídney en Sídney, Australia. A partir del 27 de enero de 2012, se comenzaron a entregar Premios internacionales cada enero en Los Ángeles, California.

## Historia

### 1958–2010: Premios AFI
Los premios fueron presentados anualmente por el Instituto de Cine Australiano (AFI, por sus siglas en inglés) como los Premios del Instituto de Cine Australiano o Premios AFI, para "reconocer y honrar logros sobresalientes en la industria del cine y la televisión australiana." Fueron constituidos en 1958 "como una manera de mejorar el pobre estado del cine australiano" y como parte del Festival Internacional de Cine de Melbourne hasta 1972. La primera ceremonia de premiación consistió en siete categorías: Documental, Educativo, Promocional, Experimental, Relaciones Públicas y Categoría Abierta, para las películas que no entraban en ninguna de ellas. Entre 1958 y 1980, las películas participantes eran premiadas con oro, plata y bronce, y en algunas circunstancias con el premio Grand Prix, el cual era el más alto honor que una película podía recibir. Adicionalmente, las películas eran reconocidas por los aspectos técnicos, al igual que se otorgaban menciones honoríficas a los filmes que no habían sido premiados. Desde su creación en 1968, las cintas documentales y educativas eran las únicas que recibían premios debido a la poca cantidad de películas producidas en Australia, hasta que en 1969, Jack and Jill: A Postscript se convirtió en la primera cinta que recibió un premio de la AFI, al ganar el premio de plata en la categoría abierta además de ser considerado como ganador en la categoría de mejor película. Hasta 1970, los premios eran entregados reconociendo a la película o a la producción sin considerar los méritos individuales de los creadores, equipos de producción o actores; sin embargo en 1971, se entregaron premios especiales donde se introdujeron reconocimientos a los actores, directores, escritores, músicos, editores y cinematógrafos que participaron en largometrajes. Posteriormente, a partir de 1975, se entregaron premios monetarios además del reconocimiento. En 1977 se otorgaron galardones únicos en las categorías de largometrajes, mientras que a las producciones de menor duración se les siguió entregando reconocimientos de oro, plata y bronce, hasta que en 1981 también se dieron premios a un solo ganador. En 1976 por primera vez se transmitió en vivo por televisión en el canal Nine Network desde el Hotel Hilton de Melbourne. En 1986 se introdujeron categorías de televisión entregando premios a miniseries y películas para televisión, finalmente en los 90 se entregaron le entregaron a programas de drama, comedia y documentales.

### 2011–presente: Premios AACTA

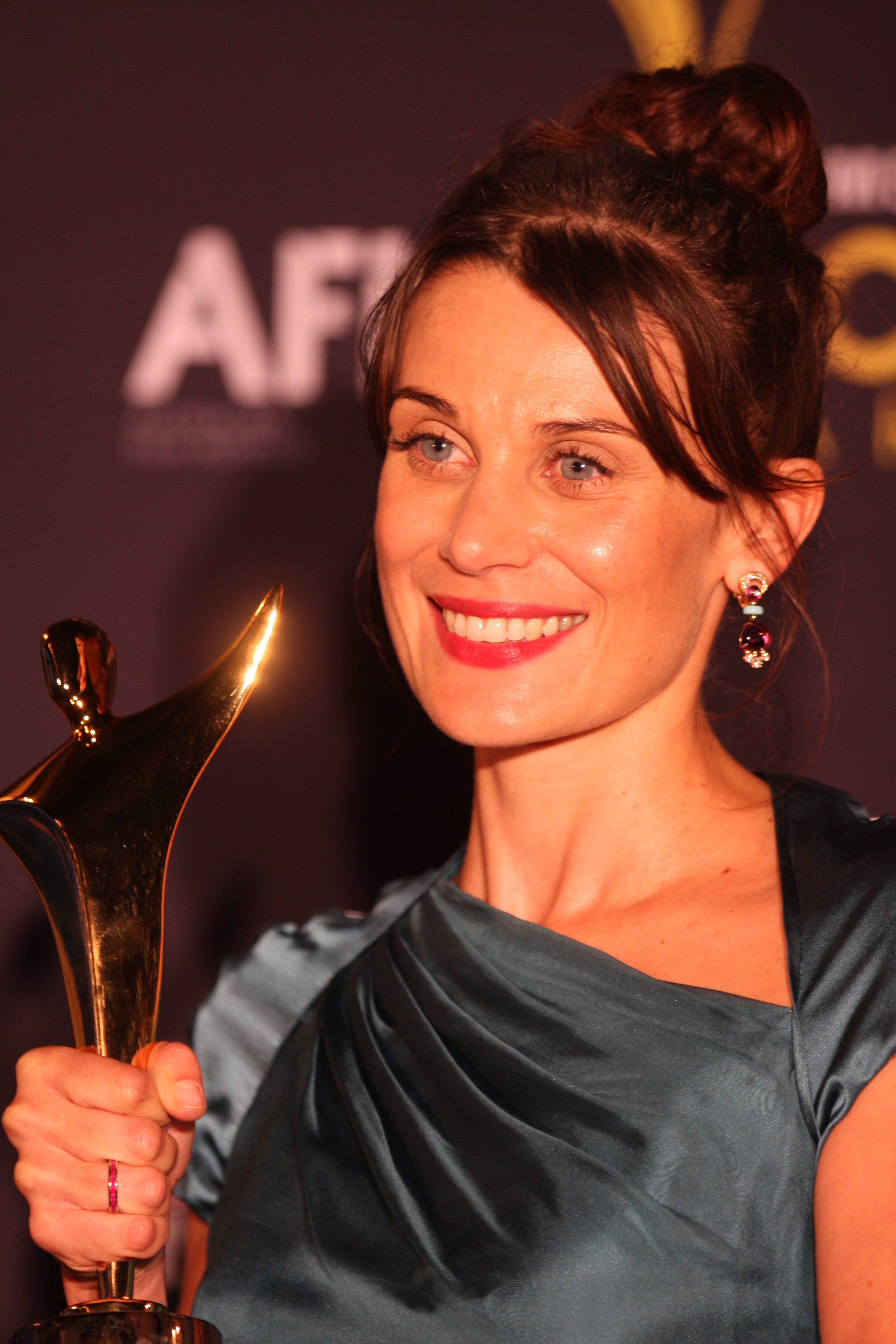
Actriz Diana Glenn con un Premio AACTA en 2012.

En junio de 2011, AFI anunció una junta para formar una "Academia Australiana" con el objetivo de crear conciencia sobre el mercado local e internacional del cine australiano y mejorar la manera en que la AFI elegía a los ganadores con la creación de un "Consejo Honorario". Tras el anuncio, Damian Trewhella CEO de AFI, declaró: "Nosotros pensamos que una mejor manera de involucrarse con la industria, sería tratar de mejorar nuestra estructura de membresías profesionales[...] es muy importante mejorar la manera en que AFI hace las cosas" El periodo de consulta terminó en julio del 2011 y el 20 de julio fue anunciado que la AFI seguiría con el plan de una Academia Australiana donde Trewhella afirmó que "creemos que esto generará grandes oportunidades para los que trabajan en la industria, además de un mayor reconocimiento y conexión de la audiencia con el contenido australiano." Fue hasta el 18 de agosto del mismo año cuando se anunció que el nuevo nombre de AFI sería Academia Australiana de Cine y Televisión (AACTA, por sus siglas en inglés) y por ende los Premios AFI se convertirían en Premios AACTA. Tras el anuncio, los premios cambiaron la fecha de su realización a enero del 2012 para alinearse con la temporada internacional de premios y a su vez cambiaron la localización a la Casa de Ópera de Sídney en Sídney. De igual manera para esta entrega se implementaron premios para "reconocer la excelencia internacional en categorías de mejor película, actor, guión y director".
El 23 de noviembre de 2011 se entregó por primera vez el Premio Longford Lyell, durante el almuerzo de inauguración de los premios de dicho año, a Don McAlpine por su contribución a la industria cinematográfica.

## Reglas y votos
Para ser elegible a una nominación es necesario cumplir con ciertos criterios: La producción, ya sea televisiva o cinematográfica, debe ser de origen australiano; en el caso de películas, no debe de haber participado en ediciones anteriores; el material debe de enviarse a la AFI en DVD o en cualquier formato de video; para largometrajes, estos deben ser haber sido exhibidos por siete días consecutivos en al menos dos estados de Australia; para televisión y documentales, la producción debe ser transmitida por televisión durante el periodo de selección. Además para la inscripción de producciones deben pagar una cuota en dólares australianos de hasta $1680 para largometrajes, $400 para documentales, $330 para cortometrajes y animaciones, y $1125 para categorías de televisión.
En la creación de los premios, el jurado constaba de 5 jueces compuesto por críticos de cine y cineastas, los cuales determinaban al ganador. En 1976, el jurado fue sustituido por un proceso de votación, que en el caso de largometrajes, el público podía votar en la categoría de Mejor Película. Los nominados y ganadores eran designados por votación de un jurado formado por representantes de la industria y miembros de los gremios que tenían la "membresía professional" de la AFI.
Con el lanzamiento de la Academia Australiana de Cine y Televisión se introdujeron "The fifteen Chapters", los cuales consistían en profesionales de las diferentes especialidades cinematográficas, incluidos actores, productores, directores y guionistas, quienes votaban en un proceso de dos rondas. La primera ronda constaba en la votación de largometrajes, cada "Chapter" determinaba a los nominados según su respectiva área. En la segunda ronda todos los miembros de la academia votan de entre la lista de nominados según su categoría para determinar al ganador. Los miembros del Instituto Australiano de Cine únicamente son elegibles para ser nominadas en las categorías de Mejor cortometraje de ficción, Mejor cortometraje animado y Elegidas del público.
Desde 2011 las votaciones son auditadas por la firma Ernst and Young.

## Estatuilla

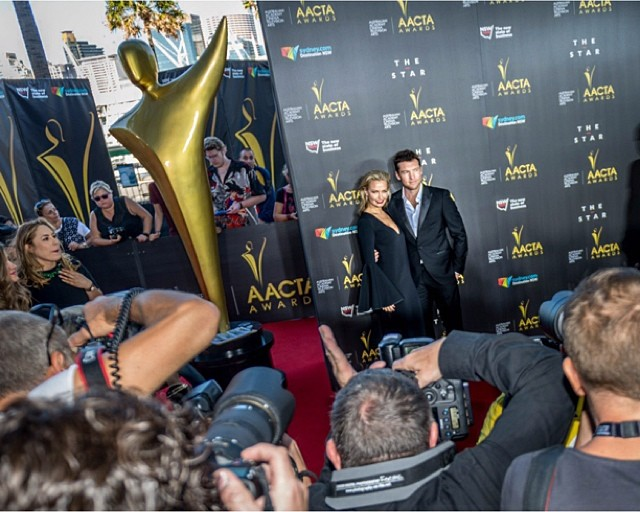
AACTA Awards Statuette on Red Carpet in 2014.

A través de la historia de los premios han existido diversos diseños de las estatuillas que se entregaban a los ganadores. Los más notables fueron: "Kodak film award", que se entregó en oro, plata y bronce de 1958 a 1975; el premio "Grand Prix", compuesto por una hoja de bronce montada en un pedestal de madera, el cual también fue entregado entre los años 1958 y 1975; entre 1979 y 2010 se entregó una estatuilla hecha de acrílico en una base de metal; finalmente, la estatuilla de los Premios AACTA que se entrega desde 2012, es dorada y está basada en la constelación Southern Cross.
Las medallas de oro, plata y bronce que se entregaban para "The Kodak Film Award" entre 1958 y 1975 fueron diseñadas por Andor Mészáros, la que consistían en tres arlequines saltarines junto con una cinta de película, en una cara y del otro lado la leyenda "THE KODAK FILM AWARD". Esta representaba dos elementos del rodaje: los arlequines que representaban lo que la audiencia ve en la pantalla y la cinta de cine que captura las acciones representadas. Fue diseñada en Melbourne, Victoria y acuñada por John Pinchas en Londres en 1958.
La estatuilla utilizada entre 1979 y 2010 estaba hecha de cuatro prismas rectangulares de acrílico sobre una base metálica. La base contenía una placa con la insignia y la leyenda del Instituto de Cine Australiano, junto con la descripción de la categoría del premio y el nombre de la película ganadora. La estatuilla medía 29.5 centímetros de alto por 7 centímetros de ancho y 7 de profundidad.
La estatuilla creada tras la institución de la Academia Australiana de Cine y Televisión fue entregada por primera vez en la edición inaugural de los Premios AACTA. Se buscaba que el diseño "representara el prestigio y la herencia de los premios[...] pero sobre todo su origen australiano", además incorporar la constelación Southern Cross y reflejar el espíritu humano; por lo que realizaron un concurso entre los artistas australianos para elegir el diseño de la estatuilla. Ron Gomboc resultó el ganador con una estatuilla de oro de 22 quilates que representa la silueta de un hombre formando la cruz de la constelación Southern Cross sobre una base de Ojo de tigre. Fue diseñada en la casa de Gomboc en Australia Occidental durante tres meses, antes de la presentación de la AACTA en junio del 2011. Gamboc trabajó con el artista de piedra, Richard Williamson, quién cortó la piedra preciosa para cada base de las estatuillas.
Cuando la estatuilla fue presentada por Geoffrey Rush en el lanzamiento de la Academia, se anunció una campaña para que la audiencia decidiera el nombre del premio mediante un concurso en el que los usuarios publicaban los posibles nombres en el muro de Facebook de la AACTA. El premio fue bien recibido por los medios, Gary Maddox del Sydney Morning Herald lo comparó con el premio anterior, diciendo que "ya no parece un simple tope de puerta y ahora se ve más como un Óscar estilizado, posiblemente un extravagante hermano del Óscar, diciendo 'hola'". La estatuilla del Premio AACTA es propiedad del Instituto de Cine Australiano, y debe permanecer con el ganador, sus herederos y descendientes. No puede ser vendido a una tercera persona, si esto pasa, la Academia tiene el derecho de re-comprarlo por un dólar australiano. Sin embargo, el ganador puede transferirlo a un museo, galería o cualquier organización sin fines de lucro a discreción de la AFI.

## Ceremonia
La entrega de premios fue realizada por primera vez en 1958 durante el Festival de Cine de Melbourne en el Teatro Unión de la Universidad de Melbourne. Desde su creación, las galas han sido realizados en su mayoría en la ciudad de Melbourne, sin embargo los eventos han sido alternados con Sídney durante las décadas de los 90 y 2000. Los premios han sido entregados en dos diferentes eventos; durante el Almuerzo de los Premios AACTA, un evento de gala donde se entregan los premios a cortometrajes, cintas no cinematográficas, largometrajes (con la excepción de premios a Mejor película, director, y guion), programas de televisión no relacionados con el drama y el Premio Longford Lyell; y durante la Ceremonia de los Premios AACTA, donde se entregan los premios en el resto de las categorías y además es transmitido por televisión. Las ceremonias de premiación son realizadas cada año en los meses de noviembre y diciembre para celebrar los logros cinematográficos correspondientes a dicho año, a partir de 2012 los premios se cambiaron a enero para premiar a las películas del año anterior.

## Ceremonias de los Premios AACTA
| Año  | Ceremonia                 | Presentador                    | Mejor Película ganador         | Mejor película internacional ganador | Mejor Serie de Drama de TV ganador | Mejor Documental ganador | Premio Longford Lyell ganador |
| ---- | ------------------------- | ------------------------------ | ------------------------------ | ------------------------------------ | ---------------------------------- | ------------------------ | ----------------------------- |
| 2012 | 1.ª Edición Premios AACTA | Russell Crowe                  | Red Dog                        | The Artist                           | East West 101                      | Mrs Carey's Concert      | Don McAlpine                  |
| 2013 | 2.ª Edición Premios AACTA | Russell Crowe                  | The Sapphires                  | Silver Linings Playbook              | Puberty Blues                      | Storm Surfers 3D         | Al Clark                      |
| 2014 | 3.ª Edición Premios AACTA | Shane Bourne                   | The Great Gatsby               | Gravity                              | Redfern Now                        | Red Obsession            | Jacki Weaver                  |
| 2015 | 4.ª Edición Premios AACTA | Cate Blanchett Deborah Mailman | The Babadook The Water Diviner | Birdman                              | The Code                           | Ukraine is Not a Brothel | Andrew Knight                 |
| 2015 | 5.ª Edición Premios AACTA | N/A                            | Mad Max: Fury Road             | Mad Max: Fury Road                   | Glitch                             | That Sugar Film          | Cate Blanchett                |
| 2016 | 6.ª Edición Premios AACTA | N/A                            | Hacksaw Ridge                  | La La Land                           | Wentworth                          | Chasing Asylum           | Paul Hogan                    |
| 2017 | 7.ª Edición Premios AACTA | TBA                            | TBA                            | TBA                                  | TBA                                | TBA                      | TBA                           |

### Ganador a mejor película cuya principal nacionalidad sea australiana
1976: The Devil's Playground
1979: My Brilliant Career
1980: Breaker Morant
1981: Gallipoli
1982: Lonely Hearts
1986: Malcolm
1987: The Year My Voice Broke
1988: The Navigator: A Medieval Odyssey
1989: Evil Angels
1990: Flirting
1991: Proof
1992: Strictly Ballroom
1993: The Piano
1994: Muriel's Wedding
1995: Angel Baby
1996: Shine
1997: Kiss or Kill
1998: The Interview
1999: Two Hands
2000: Looking for Alibrandi
2001: Lantana
2002: Rabbit-Proof Fence
2003: Japanese Story
2004: Somersault
2005: Look Both Ways
2006: Ten Canoes
2007: Romulus, My Father
2008: The Black Balloon
2009:
2010:
2011:
2012: Red Dog
2013: The Sapphires
2014: El gran Gatsby (película de 2013)
2015: The Babadook
2016: Mad Max: Fury Road
2017: Hasta el último hombre
2018:
2019:
2020:

## Presentador / cobertura televisiva
- 1997: Presentado por Hugh Jackman
- 1998: Presentado por Mary Coustas
- 1999–2000: Presentado por Peter Kay
- 2001: Presentado por Sigrid Thornton, John Doyle y Greig Pickhaver
- 2002: Presentado por Paul McDermott
- 2003: Presentado por Tony Squires
- 2004: Presentado por Peter Berner
- 2005: Presentado por Russell Crowe
- 2006–2007: Presentado por Geoffrey Rush[56]
- 2008: Presentado por Stephen Curry[57]
- 2009: Presentado por Julia Zemiro[58]
- 2010: Presentado por Shane Jacobson
- 2011: Presentado por Geoffrey Rush, Rachael Taylor, Richard Wilkins y Julia Morris
- 2012: Presentado por Russell Crowe
- 2013: Presentado por Russell Crowe
- 2014: Presentado por Shane Bourne
- 2015: Presentado por Cate Blanchett, Deborah Mailman

Los premios han sido televisados en Nine Network cada año entre 2005 y 2012, a partir de ese año fue transmitido por Network Ten.

## Ganadores y nominados
- 1969: «AACTA – Past Winners – 1960–1969–1969». Australian Academy of Cinema and Television Arts (AACTA). Consultado el 3 June 012.Uso incorrecto de la plantilla enlace roto (enlace roto disponible en Internet Archive; véase el historial, la primera versión y la última).
- 1970: «AACTA – Past Winners – 1970–1979–1970». Australian Academy of Cinema and Television Arts (AACTA). Consultado el 3 de junio de 2012.
- 1971: «AACTA – Past Winners – 1970–1979–1971». Australian Academy of Cinema and Television Arts (AACTA). Consultado el 3 de junio de 2012.
- 1972: «AACTA – Past Winners – 1970–1979–1972». Australian Academy of Cinema and Television Arts (AACTA). Consultado el 3 de junio de 2012.
- 1973: «AACTA – Past Winners – 1970–1979–1973». Australian Academy of Cinema and Television Arts (AACTA). Consultado el 3 de junio de 2012.
- 1974–75: «AACTA – Past Winners – 1970–1979–1974–1975». Australian Academy of Cinema and Television Arts (AACTA). Consultado el 3 de junio de 2012.
- 1976: «AACTA – Past Winners – 1970–1979–1976». Australian Academy of Cinema and Television Arts (AACTA). Consultado el 3 de junio de 2012.
- 1977: «AACTA – Past Winners – 1970–1979–1977». Australian Academy of Cinema and Television Arts (AACTA). Consultado el 3 de junio de 2012.
- 1978: «AACTA – Past Winners – 1970–1979–1978». Australian Academy of Cinema and Television Arts (AACTA). Consultado el 3 de junio de 2012.
- 1979: «AACTA – Past Winners – 1970–1979–1979». Australian Academy of Cinema and Television Arts (AACTA). Consultado el 3 de junio de 2012.
- 1980: «AACTA – Past Winners – 1980–1989–1980». Australian Academy of Cinema and Television Arts (AACTA). Consultado el 3 de junio de 2012.
- 1981: «AACTA – Past Winners – 1980–1989–1981». Australian Academy of Cinema and Television Arts (AACTA). Consultado el 3 de junio de 2012.
- 1982: «AACTA – Past Winners – 1980–1989–1982». Australian Academy of Cinema and Television Arts (AACTA). Consultado el 3 de junio de 2012.
- 1983: «AACTA – Past Winners – 1980–1989–1983». Australian Academy of Cinema and Television Arts (AACTA). Consultado el 3 de junio de 2012.
- 1984: «AACTA – Past Winners – 1980–1989–1984». Australian Academy of Cinema and Television Arts (AACTA). Consultado el 3 de junio de 2012.
- 1985: «AACTA – Past Winners – 1980–1989–1985». Australian Academy of Cinema and Television Arts (AACTA). Consultado el 3 de junio de 2012.
- 1986: «AACTA – Past Winners – 1980–1989–1986». Australian Academy of Cinema and Television Arts (AACTA). Consultado el 3 de junio de 2012.
- 1987: «AACTA – Past Winners – 1980–1989–1987». Australian Academy of Cinema and Television Arts (AACTA). Consultado el 3 de junio de 2012.
- 1988: «AACTA – Past Winners – 1980–1989–1988». Australian Academy of Cinema and Television Arts (AACTA). Consultado el 3 de junio de 2012.
- 1989: «AACTA – Past Winners – 1980–1989–1989». Australian Academy of Cinema and Television Arts (AACTA). Consultado el 3 de junio de 2012.
- 1990: «AACTA – Past Winners – 1990–1999–1990». Australian Academy of Cinema and Television Arts (AACTA). Consultado el 3 de junio de 2012.
- 1991: «AACTA – Past Winners – 1990–1999–1991». Australian Academy of Cinema and Television Arts (AACTA). Consultado el 3 de junio de 2012.
- 1992: «AACTA – Past Winners – 1990–1999–1992». Australian Academy of Cinema and Television Arts (AACTA). Consultado el 3 de junio de 2012.
- 1993: «AACTA – Past Winners – 1990–1999–1993». Australian Academy of Cinema and Television Arts (AACTA). Archivado desde el original el 27 de octubre de 2015. Consultado el 3 de junio de 2012.
- 1994: «AACTA – Past Winners – 1990–1999–1994». Australian Academy of Cinema and Television Arts (AACTA). Consultado el 3 de junio de 2012.
- 1995: «AACTA – Past Winners – 1990–1999–1995». Australian Academy of Cinema and Television Arts (AACTA). Consultado el 3 de junio de 2012.
- 1996: «AACTA – Past Winners – 1990–1999–1996». Australian Academy of Cinema and Television Arts (AACTA). Consultado el 3 de junio de 2012.
- 1997: «AACTA – Past Winners – 1990–1999–1997». Australian Academy of Cinema and Television Arts (AACTA). Archivado desde el original el 4 de enero de 2015. Consultado el 3 de junio de 2012.
- 1998: «AACTA – Past Winners – 1990–1999–1998». Australian Academy of Cinema and Television Arts (AACTA). Consultado el 3 de junio de 2012.
- 1999: «AACTA – Past Winners – 1990–1999–1999». Australian Academy of Cinema and Television Arts (AACTA). Consultado el 3 de junio de 2012.
- 2000: «AACTA – Past Winners – 2000–2010–2000». Australian Academy of Cinema and Television Arts (AACTA). Consultado el 3 de junio de 2012.
- 2001: «AACTA – Past Winners – 2000–2010–2001». Australian Academy of Cinema and Television Arts (AACTA). Consultado el 3 de junio de 2012.
- 2002: «AACTA – Past Winners – 2000–2010–2002». Australian Academy of Cinema and Television Arts (AACTA). Consultado el 3 de junio de 2012.
- 2003: «AACTA – Past Winners – 2000–2010–2003». Australian Academy of Cinema and Television Arts (AACTA). Consultado el 3 de junio de 2012.
- 2004: «AACTA – Past Winners – 2000–2010–2004». Australian Academy of Cinema and Television Arts (AACTA). Consultado el 3 de junio de 2012.
- 2005: «AACTA – Past Winners – 2000–2010–2005». Australian Academy of Cinema and Television Arts (AACTA). Consultado el 3 de junio de 2012.
- 2006: «AACTA – Past Winners – 2000–2010–2006». Australian Academy of Cinema and Television Arts (AACTA). Consultado el 3 de junio de 2012.
- 2007: «AACTA – Past Winners – 2000–2010–2007». Australian Academy of Cinema and Television Arts (AACTA). Consultado el 3 de junio de 2012.
- 2008: «AACTA – Past Winners – 2000–2010–2008». Australian Academy of Cinema and Television Arts (AACTA). Consultado el 3 de junio de 2012.
- 2009: «AACTA – Past Winners – 2000–2010–2009». Australian Academy of Cinema and Television Arts (AACTA). Consultado el 3 de junio de 2012.
- 2010: «AACTA – Past Winners – 2000–2010–2010». Australian Academy of Cinema and Television Arts (AACTA). Consultado el 3 de junio de 2012.
- 2011: «AACTA – Winners and Nominees – 2011». Australian Academy of Cinema and Television Arts (AACTA). Archivado desde el original el 11 de marzo de 2017. Consultado el 3 de junio de 2012.
- 2012: «AACTA – Winners and Nominees – 2012». Australian Academy of Cinema and Television Arts (AACTA). Consultado el 8 de diciembre de 2014.
- 2013: «AACTA – Winners and Nominees – 2013». Australian Academy of Cinema and Television Arts (AACTA). Consultado el 8 de diciembre de 2014.
- 2014: «AACTA – Winners and Nominees – 2014». Australian Academy of Cinema and Television Arts (AACTA). Consultado el 8 de diciembre de 2014.</ref>[59]

| Year                                             | Film                                                                             | Producer(s)                         |
| ------------------------------------------------ | -------------------------------------------------------------------------------- | ----------------------------------- |
| AFI Awards                                       |                                                                                  |                                     |
| 1960s                                            |                                                                                  |                                     |
| 1969 (11th)                                      | Jack and Jill: A Postscript                                                      | Phillip Adams and Brian Robinson    |
| 1970s                                            |                                                                                  |                                     |
| 1970 (12th)                                      | Three to Go: Michael                                                             | Gil Brealey                         |
| 1971 (13th)                                      | Homesdale                                                                        | Grahame Bond and Richard Brennan    |
| 1972 (14th)                                      | Stork                                                                            | Tim Burstall                        |
| 1973 (15th)                                      | 27A                                                                              | Haydn Keenan                        |
| 1973 (15th)                                      | Libido: The Child                                                                | Christopher Muir and John B. Murray |
| 1974–75 (16th and 17th)                          |                                                                                  |                                     |
| Sunday Too Far Away                              | Gil Brealey and Matt Carroll                                                     |                                     |
| Petersen                                         | Tim Burstall                                                                     |                                     |
| Between Wars                                     | Michael Thornhill                                                                |                                     |
| 1976 (18th)                                      |                                                                                  |                                     |
| The Devil's Playground                           | Fred Schepisi                                                                    |                                     |
| Caddie                                           | Anthony Buckley                                                                  |                                     |
| Picnic at Hanging Rock                           | Hal and Jim McElroy                                                              |                                     |
| Pure Shit                                        | Bob Weis                                                                         |                                     |
| 1977 (19th)                                      |                                                                                  |                                     |
| Storm Boy                                        | Matt Carroll and Jane Scott                                                      |                                     |
| Break of Day                                     | Patricia Lovell                                                                  |                                     |
| Don's Party                                      | Phillip Adams                                                                    |                                     |
| The Picture Show Man                             | Joan Long                                                                        |                                     |
| 1978 (20th)                                      |                                                                                  |                                     |
| Newsfront                                        | David Elfick                                                                     |                                     |
| Mouth to Mouth                                   | John Duigan and Jon Sainken                                                      |                                     |
| Patrick                                          | Richard Franklin and Antony I. Ginnane                                           |                                     |
| The Chant of Jimmie Blacksmith                   | Fred Schepisi                                                                    |                                     |
| 1979 (21st)                                      |                                                                                  |                                     |
| My Brilliant Career                              | Margaret Fink                                                                    |                                     |
| Cathy's Child                                    | Pom Oliver and Errol Sullivan                                                    |                                     |
| In Search of Anna                                | Esben Storm                                                                      |                                     |
| Mad Max                                          | Byron Kennedy                                                                    |                                     |
| 1980s                                            |                                                                                  |                                     |
| 1980 (22nd)                                      |                                                                                  |                                     |
| Breaker Morant                                   | Matt Carroll                                                                     |                                     |
| Manganinnie                                      | Gilda Baracchi                                                                   |                                     |
| ...Maybe This Time                               | Brian Kavanagh                                                                   |                                     |
| Stir                                             | Richard Brennan                                                                  |                                     |
| 1981 (23rd)                                      |                                                                                  |                                     |
| Gallipoli                                        | Patricia Lovell and Robert Stigwood                                              |                                     |
| The Club                                         | Matt Carroll                                                                     |                                     |
| Winter of Our Dreams                             | Richard Mason                                                                    |                                     |
| Wrong Side of the Road                           | Graeme Isaac and Ned Lander                                                      |                                     |
| 1982 (24th)                                      |                                                                                  |                                     |
| Lonely Hearts                                    | John B. Murray                                                                   |                                     |
| Goodbye Paradise                                 | Jane Scott                                                                       |                                     |
| Monkey Grip                                      | Patricia Lovell                                                                  |                                     |
| We of the Never Never                            | Greg Tepper and John B. Murray                                                   |                                     |
| 1983 (25th)                                      |                                                                                  |                                     |
| Careful, He Might Hear You                       | Jill Robb                                                                        |                                     |
| Man of Flowers                                   | Jane Ballantyne and Paul Cox                                                     |                                     |
| Phar Lap                                         | John Sexton                                                                      |                                     |
| The Year of Living Dangerously                   | Jim McElroy                                                                      |                                     |
| 1984 (26th)                                      |                                                                                  |                                     |
| Annie's Coming Out                               | Don Murray                                                                       |                                     |
| My First Wife                                    | Jane Ballantyne and Paul Cox                                                     |                                     |
| Silver City                                      | Joan Long                                                                        |                                     |
| Strikebound                                      | Miranda Bain, Richard Lowenstein and Timothy White                               |                                     |
| 1985 (27th)                                      |                                                                                  |                                     |
| Bliss                                            | Anthony Buckley                                                                  |                                     |
| A Street to Die                                  | Bill Bennett                                                                     |                                     |
| Fran                                             | David Rapsey                                                                     |                                     |
| Unfinished Business                              | Rebel Penfold-Russell                                                            |                                     |
| 1986 (28th)                                      |                                                                                  |                                     |
| Malcolm                                          | Margaret Fink                                                                    |                                     |
| Short Changed                                    | Ross Matthews                                                                    |                                     |
| The Fringe Dwellers                              | Sue Milliken                                                                     |                                     |
| The More Things Change...                        | Jill Robb                                                                        |                                     |
| 1987 (29th)                                      |                                                                                  |                                     |
| The Year My Voice Broke                          | Terry Hayes, George Miller and Doug Mitchell                                     |                                     |
| Ground Zero                                      | Michael Pattinson                                                                |                                     |
| High Tide                                        | Sandra Levy                                                                      |                                     |
| The Tale of Ruby Rose                            | Bryce Menzies, Andrew Wiseman                                                    |                                     |
| 1988 (30th)                                      |                                                                                  |                                     |
| The Navigator: A Medieval Odyssey                | David Elfick                                                                     |                                     |
| Boulevard of Broken Dreams                       | Frank Howson, Jacques Khouri and William J. Vass                                 |                                     |
| Grievous Bodily Harm                             | Richard Brennan                                                                  |                                     |
| Mull                                             | D. Howard Grigsby                                                                |                                     |
| 1989 (31st)                                      |                                                                                  |                                     |
| Evil Angels                                      | Verity Lambert                                                                   |                                     |
| Dead Calm                                        | Terry Hayes, George Miller and Doug Mitchell                                     |                                     |
| Ghosts... of the Civil Dead                      | Evan English                                                                     |                                     |
| Island                                           | Paul Cox and Santhana K. Naidu                                                   |                                     |
| 1990s                                            |                                                                                  |                                     |
| 1990 (32nd)                                      |                                                                                  |                                     |
| Flirting                                         | Terry Hayes, George Miller and Doug Mitchell                                     |                                     |
| Blood Oath                                       | Charles Waterstreet and Denis Whitburn                                           |                                     |
| Struck by Lightning                              | Terry J. Charatsis and Trevor Farrant                                            |                                     |
| The Big Steal                                    | Nadia Tass and Davide Parker                                                     |                                     |
| 1991 (33rd)                                      |                                                                                  |                                     |
| Proof                                            | Lynda House                                                                      |                                     |
| Death in Brunswick                               | Timothy White                                                                    |                                     |
| Dingo                                            | Rolf de Heer, Giorgio Draskovic, Marie-Pascale Osterrieth, Marc Rosenberg        |                                     |
| Spotswood                                        | Richard Brennan and Timothy White                                                |                                     |
| 1992 (34th)                                      |                                                                                  |                                     |
| Strictly Ballroom                                | Tristram Miall                                                                   |                                     |
| Black Robe                                       | Robert Lantos, Sue Milliken and Stéphane Reichel                                 |                                     |
| Romper Stomper                                   | Ian Pringle and Daniel Scharf                                                    |                                     |
| The Last Days of Chez Nous                       | Jan Chapman                                                                      |                                     |
| 1993 (35th)                                      |                                                                                  |                                     |
| The Piano                                        | Jan Chapman                                                                      |                                     |
| Map of the Human Heart                           | Tim Bevan and Vincent Ward                                                       |                                     |
| On My Own                                        | Leo Pescarolo and Elisa Resegotti                                                |                                     |
| The Heartbreak Kid                               | Ben Gannon                                                                       |                                     |
| 1994 (36th)                                      |                                                                                  |                                     |
| Muriel's Wedding                                 | Lynda House and Jocelyn Moorhouse                                                |                                     |
| The Adventures of Priscilla, Queen of the Desert | Al Clark, Michael Hamlyn                                                         |                                     |
| Bad Boy Bubby                                    | Rolf de Heer, Domenico Procacci, Giorgio Draskovic                               |                                     |
| The Sum of Us                                    | Hal McElroy                                                                      |                                     |
| 1995 (37th)                                      |                                                                                  |                                     |
| Angel Baby                                       | Jonathan Shteinman and Timothy White                                             |                                     |
| All Men Are Liars                                | John Maynard                                                                     |                                     |
| Hotel Sorrento                                   | Richard Franklin and Peter Fitzpatrick                                           |                                     |
| That Eye, the Sky                                | Hal McElroy                                                                      |                                     |
| 1996 (37th)                                      |                                                                                  |                                     |
| Shine                                            | Jane Scott                                                                       |                                     |
| Children of the Revolution                       | Tristram Miall                                                                   |                                     |
| Love and Other Catastrophes                      | Helen Bandis, Stavros Kazantzidis and Yael Bergman                               |                                     |
| Mr. Reliable                                     | Hal McElroy                                                                      |                                     |
| 1997 (39th)                                      |                                                                                  |                                     |
| Kiss or Kill                                     | Bill Bennett                                                                     |                                     |
| Blackrock                                        | David Elfick, Rick Enright and Melanie Ritchie                                   |                                     |
| Doing Time for Patsy Cline                       | Chris Kennedy                                                                    |                                     |
| The Well                                         | Sandra Levy                                                                      |                                     |
| 1998 (40th)                                      |                                                                                  |                                     |
| The Interview                                    | Bill Hughes                                                                      |                                     |
| The Boys                                         | Robert Connolly and John Maynard                                                 |                                     |
| Head On                                          | Jane Scott                                                                       |                                     |
| Radiance                                         | Ned Lander and Andy Myer                                                         |                                     |
| 1999 (41st)                                      |                                                                                  |                                     |
| Two Hands                                        | Marian Macgowan                                                                  |                                     |
| Praise                                           | Martha Coleman                                                                   |                                     |
| Siam Sunset                                      | Max Dann and Andrew Knight                                                       |                                     |
| Soft Fruit                                       | Helen Bowden                                                                     |                                     |
| 2000s                                            |                                                                                  |                                     |
| 2000 (42nd)                                      |                                                                                  |                                     |
| Looking for Alibrandi                            | Robyn Kershaw                                                                    |                                     |
| Better Than Sex                                  | Frank Cox and Bruna Papandrea                                                    |                                     |
| Bootmen                                          | Hilary Linstead                                                                  |                                     |
| Chopper                                          | Michele Bennett                                                                  |                                     |
| 2001 (43rd)                                      |                                                                                  |                                     |
| Lantana                                          | Jan Chapman                                                                      |                                     |
| The Bank                                         | John Maynard                                                                     |                                     |
| The Dish                                         | Santo Cilauro, Tom Gleisner, Michael Hirsh, Jane Kennedy and Rob Sitch           |                                     |
| Moulin Rouge!                                    | Baz Luhrmann, Fred Baron and Martin Brown                                        |                                     |
| 2002 (44th)                                      |                                                                                  |                                     |
| Rabbit-Proof Fence                               | Phillip Noyce, Christine Olsen and John Winter                                   |                                     |
| Australian Rules                                 | Mark Lazarus                                                                     |                                     |
| Beneath Clouds                                   | Teresa-Jayne Hanlon                                                              |                                     |
| The Tracker                                      | Julie Ryan and Rolf de Heer                                                      |                                     |
| 2003 (45th)                                      |                                                                                  |                                     |
| Japanese Story                                   | Sue Maslin                                                                       |                                     |
| Alexandra's Project                              | Rolf de Heer and Antonio Zeccola                                                 |                                     |
| Gettin' Square                                   | Martin Fabinyi, Timothy White, Trisha Lake                                       |                                     |
| The Rage in Placid Lake                          | Marian McGowan                                                                   |                                     |
| 2004 (46th)                                      |                                                                                  |                                     |
| Somersault                                       | Anthony Anderson and Jan Chapman                                                 |                                     |
| Love's Brother                                   | Jane Scott                                                                       |                                     |
| The Old Man Who Read Love Stories                | Julie Ryan                                                                       |                                     |
| Tom White                                        | Daniel Scharf                                                                    |                                     |
| 2005 (47th)                                      |                                                                                  |                                     |
| Look Both Ways                                   | Bridget Ikin, Barbara Masel and Andrew Myer                                      |                                     |
| Little Fish                                      | Robert Mullis, Devesh Chetty and Kirk D'amico                                    |                                     |
| Oyster Farmer                                    | Anthony Buckley and Piers Tempest                                                |                                     |
| The Proposition                                  | Chris Brown, Jackie O'Sullivan, Chiara Menage and Cat Villiers                   |                                     |
| 2006 (48th)                                      |                                                                                  |                                     |
| Ten Canoes                                       | Rolf de Heer and Julie Ryan                                                      |                                     |
| Candy                                            | Margaret Fink and Emile Sherman                                                  |                                     |
| Jindabyne                                        | Philippa Bateman, Garry Charny and Catherine Jarman                              |                                     |
| Kenny                                            | Clayton Jacobson and Rohan Timlock                                               |                                     |
| 2007 (49th)                                      |                                                                                  |                                     |
| Romulus, My Father                               | Robert Connolly and John Maynard                                                 |                                     |
| The Home Song Stories                            | Michael McMahon and Liz Watts                                                    |                                     |
| Lucky Miles                                      | Jo Dyer and Lesley Dyer                                                          |                                     |
| Noise                                            | Trevor Blainey                                                                   |                                     |
| 2008 (50th)                                      |                                                                                  |                                     |
| The Black Balloon                                | Tristram Miall                                                                   |                                     |
| The Jammed                                       | Dee McLachlan and Andrea Buck                                                    |                                     |
| The Square                                       | Louise Smith                                                                     |                                     |
| Unfinished Sky                                   | Cathy Overett and Anton Smit                                                     |                                     |
| 2009 (51st)                                      |                                                                                  |                                     |
| Samson and Delilah                               | Kath Shelper                                                                     |                                     |
| Balibo                                           | Anthony LaPaglia, John Maynard, Dominic Purcell and Rebecca Williamson           |                                     |
| Beautiful Kate                                   | Bryan Brown and Leah Churchill-Brown                                             |                                     |
| Blessed                                          | Al Clark, Barbara Gibbs, Phil Hunt, Marian Macgowan and Compton Ross             |                                     |
| Mao's Last Dancer                                | Jane Scott                                                                       |                                     |
| Mary and Max                                     | Melanie Coombs                                                                   |                                     |
| 2010s                                            |                                                                                  |                                     |
| 2010 (52nd)                                      |                                                                                  |                                     |
| Animal Kingdom                                   | Liz Watts                                                                        |                                     |
| Beneath Hill 60                                  | Bill Leimbach                                                                    |                                     |
| Bran Nue Dae                                     | Robyn Kershaw and Graeme Isaac                                                   |                                     |
| Bright Star                                      | Jan Chapman and Caroline Hewitt                                                  |                                     |
| The Tree                                         | Sue Taylor and Yael Fogiel                                                       |                                     |
| Tomorrow, When the War Began                     | Andrew Mason and Michael Boughen                                                 |                                     |
| AACTA Awards                                     |                                                                                  |                                     |
| 2011 (1st)                                       |                                                                                  |                                     |
| Red Dog                                          | Nelson Woss and Julie Ryan                                                       |                                     |
| The Eye of the Storm                             | Antony Waddington, Gregory J. Read and Fred Schepisi                             |                                     |
| The Hunter                                       | Vincent Sheehan                                                                  |                                     |
| Mad Bastards                                     | David Jowsey, Alan Pigram, Stephen Pigram and Brendan Fletcher                   |                                     |
| Oranges and Sunshine                             | Camilla Bray, Emile Sherman and Iain Canning                                     |                                     |
| Snowtown                                         | Anna McLeish and Sarah Shaw                                                      |                                     |
| 2012 (2nd)                                       |                                                                                  |                                     |
| The Sapphires                                    | Rosemary Blight and Kylie du Fresne                                              |                                     |
| Burning Man                                      | Andy Paterson and Jonathan Teplitzky                                             |                                     |
| Lore                                             | Karsten Stöter, Liz Watts, Paul Welsh and Benny Drechsel                         |                                     |
| Wish You Were Here                               | Angie Fielder                                                                    |                                     |
| 2013 (3rd)                                       |                                                                                  |                                     |
| The Great Gatsby                                 | Baz Luhrmann, Catherine Martin, Douglas Wick, Lucy Fisher, and Catherine Knapman |                                     |
| Dead Europe                                      | Emile Sherman, Iain Canning, and Liz Watts                                       |                                     |
| Mystery Road                                     | David Jowsey                                                                     |                                     |
| The Rocket                                       | Sylvia Wilczynski                                                                |                                     |
| Satellite Boy                                    | David Jowsey, Julie Ryan, and Catriona McKenzie                                  |                                     |
| The Turning                                      | Robert Connolly, Maggie Miles, and The Turning Ensemble                          |                                     |
| 2014 (4th)                                       |                                                                                  |                                     |
| The Babadook                                     | Kristina Ceyton and Kristian Molière                                             |                                     |
| The Water Diviner                                | Andrew Mason, Troy Lum, and Keith Rodger                                         |                                     |
| Charlie's Country                                | Nils Erik Nielsen, Peter Djigirr, and Rolf de Heer                               |                                     |
| Predestination                                   | Paddy McDonald, Tim McGahan, Peter Spierig, and Michael Spierig                  |                                     |
| The Railway Man                                  | Chris Brown, Andy Paterson, and Bill Curbishley                                  |                                     |
| Tracks                                           | Emile Sherman and Iain Canning                                                   |                                     |
| 2015 (5th)                                       |                                                                                  |                                     |
| Mad Max: Fury Road                               | Doug Mitchell, P. J. Voeten, George Miller                                       |                                     |
| The Dressmaker                                   | Sue Maslin                                                                       |                                     |
| Holding the Man                                  | Kylie du Fresne                                                                  |                                     |
| Last Cab to Darwin                               | Greg Duffy, Lisa Duff and Jeremy Sims                                            |                                     |
| Paper Planes                                     | Robert Connolly, Maggie Miles, Liz Kearney                                       |                                     |
| 2016 (6th)                                       |                                                                                  |                                     |
| Hacksaw Ridge                                    | Bill Mechanic, David Permut, Paul Currie and Bruce Davey                         |                                     |
| The Daughter                                     | Jan Chapman and Nicole O’Donohue                                                 |                                     |
| Girl Asleep                                      | Jo Dyer                                                                          |                                     |
| Goldstone                                        | David Jowsey and Greer Simpkin                                                   |                                     |
| Tanna                                            | Martin Butler, Bentley Dean and Carolyn Johnson                                  |                                     |
| 2017 (7th)                                       |                                                                                  |                                     |
| Lion                                             | Iain Canning, Angie Fielder, Emile Sherman                                       |                                     |
| Ali's Wedding                                    | Sheila Jayadev, Helen Panckhurst                                                 |                                     |
| Berlin Syndrome                                  | Polly Staniford                                                                  |                                     |
| Hounds of Love                                   | Melissa Kelly                                                                    |                                     |
| Jasper Jones                                     | David Jowsey, Vincent Sheehan                                                    |                                     |
| 2018 (8th)                                       |                                                                                  |                                     |
| Sweet Country                                    | David Jowsey, Greer Simpkin                                                      |                                     |
| Boy Erased                                       | Joel Edgerton, Steve Golin, Kerry Kohansky Roberts                               |                                     |
| Breath                                           | Simon Baker, Jamie Hilton, Mark Johnson                                          |                                     |
| Cargo                                            | Russell Ackerman, Kristina Ceyton, Samantha Jennings, Mark Patterson             |                                     |
| Ladies in Black                                  | Sue Milliken, Allanah Zitserman                                                  |                                     |
| 2019 (9th)                                       |                                                                                  |                                     |
| The Nightingale                                  | Kristina Ceyton, Bruna Papandrea, Steve Hutensky, Jennifer Kent                  |                                     |
| Hotel Mumbai                                     | Basil Iwanyk, Gary Hamilton, Julie Ryan, Jomon Thomas                            |                                     |
| Judy and Punch                                   | Michele Bennett, Nash Edgerton, Danny Gabai                                      |                                     |
| The King                                         | Brad Pitt, Dede Gardner, Jeremy Kleiner, Liz Watts, David Michôd, Joel Edgerton  |                                     |
| Ride Like a Girl                                 | Richard Keddie, Rachel Griffiths, Susie Montague                                 |                                     |
| Top End Wedding                                  | Rosemary Blight, Kylie du Fresne, Kate Croser                                    |                                     |
| 2020s                                            |                                                                                  |                                     |
| 2020 (10th)                                      |                                                                                  |                                     |
| Babyteeth                                        | Alex White                                                                       |                                     |
| H is for Happiness                               | Julie Ryan, Tenille Kennedy, Lisa Hoppe                                          |                                     |
| I Am Woman                                       | Rosemary Blight, Unjoo Moon                                                      |                                     |
| The Invisible Man                                | Kylie du Fresne, Jason Blum                                                      |                                     |
| True History of the Kelly Gang                   | Hal Vogel, Liz Watts, Justin Kurzel, Paul Ranford                                |                                     |
| Relic                                            | Anna McLeish, Sarah Shaw                                                         |                                     |

## Críticas y controversias
Han existido decisiones controversiales de los Premios AFI que han provocado críticas por romper sus propias reglas. En 2005, lo hicieron al incluir una miniserie entre los nominados sin que esta fuera transmitida por televisión:

Esta situación fue un duro golpe para el instituto ya que justo ese año renovó los premios como un esfuerzo de restaurar su credibilidad. El productor John Edwards, quien recibió siete nominaciones por Foxtel's Love My Way, no participó por su serie de drama, The Surgeon, porque perdió la fecha límite de transmisión, y declaró: "Si hubiera sabido que esto era flexible, claro que hubiera entrado[...] los premios son inútiles, si ellos rompen sus propias reglas".
La AFI ha sido criticada por su reducida selección de artistas nominados y su proceso de evaluación injusto. De igual manera ha sido controversial la exclusión e inclusión de películas que técnicamente son producciones australianas pero son realizadas fuera del país con financiación o talento extranjero. Por ejemplo:
- La producción australiana, Disgrace del 2008, basada en el libro del novelista australiano de origen sudafricano J. M. Coetzee, dirigida y editada por el matrimonio australiano de Anna Maria Monticelli y Steve Jacobs; y realizada en Sudáfrica con elenco internacional. Recibió buenas reacciones por críticos como Eddie Cockrell y Lynden Barber, por el comentarista Charles Waterstreet, entre otros. No recibió el suficiente reconocimiento por parte de la Academia.[73]
- Al contrario, la película del director australiano Baz Luhrmann,The Great Gatsby, recibió el premio a la Mejor Película y Leonardo DiCaprio recibió el Premio de Mejor Actor. Lo que generó una gran controversia porque a pesar de ser hasta cierto punto una producción australiana, esta fue percibida como una cinta muy americana. Luhrmann destacó que – aunque la película fue financiada por un importante estudio cinematográfico estadounidense y basada en una novela estadounidense clásica, The Great Gatsby cumplía con los criterios de una producción australiana.[74]